# Intelsat 12
O Intelsat 12 (IS-12), anteriormente denominado de PanAmSat 12 (PAS-12) e Europa*Star 1, é um satélite de comunicação geoestacionário construído pelas empresas Alcatel Space e Space Systems/Loral (SS/L). Ele está localizado na posição orbital de 45 graus de longitude leste e foi inicialmente operado pela PanAmSat e atualmente pela Intelsat, empresa sediada atualmente em Luxemburgo. O satélite foi baseado na plataforma LS-1300 e sua expectativa de vida útil é de 18 anos.

## Lançamento
O satélite foi lançado com sucesso ao espaço no dia 29 de outubro de 2000, às 05:59 UTC, por meio de um veículo Ariane-44LP H10-3 a partir do Centro Espacial de Kourou, na Guiana Francesa. Ele tinha uma massa de lançamento de 4.167 kg.

## Capacidade e cobertura
O Intelsat 12 é equipado com 30 transponders em banda Ku para fornecer serviços ao Sudeste Asiático e a Europa.